# Cameralismo

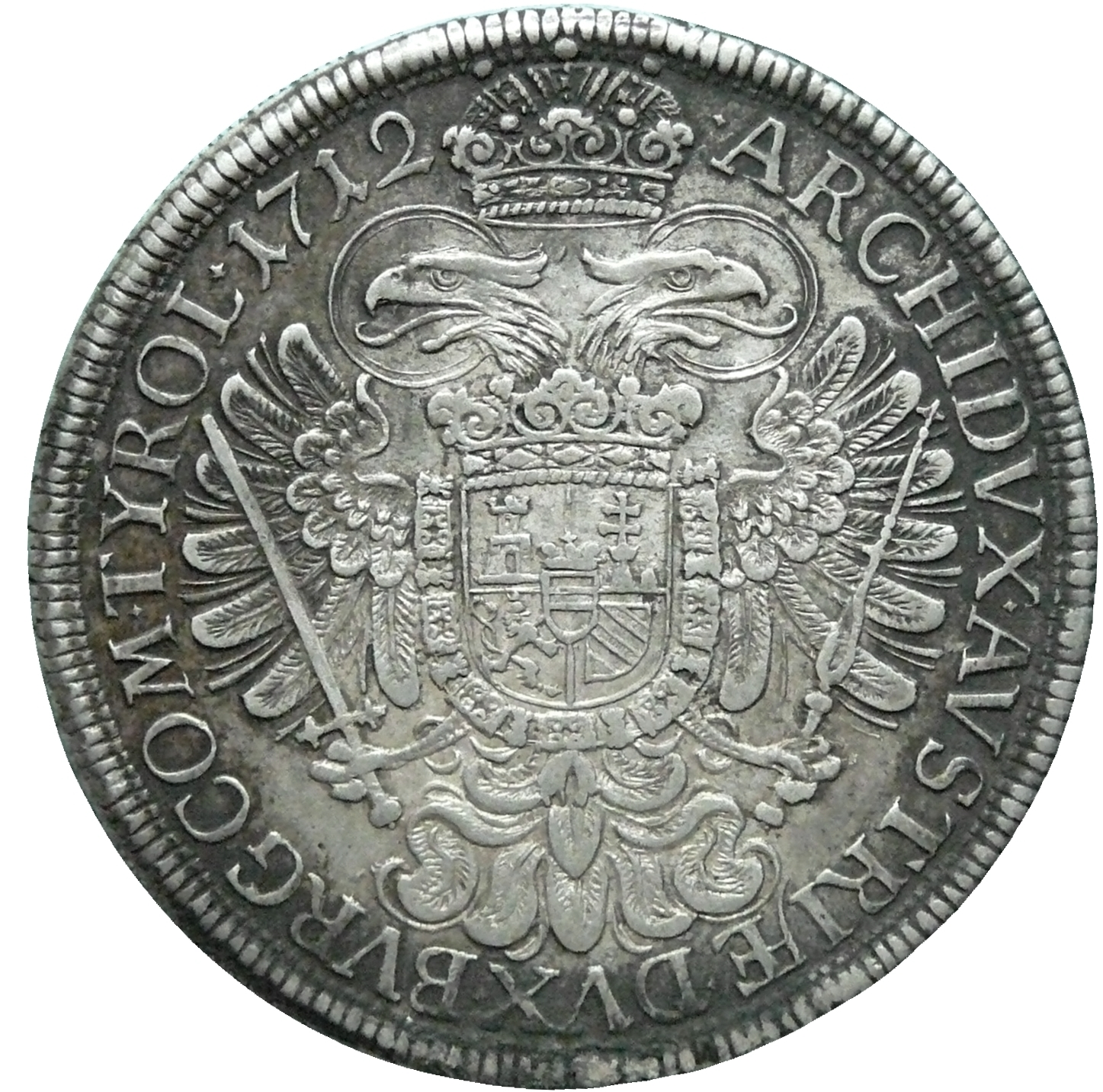
Tallero imperiale austriaco d'argento del 1712

Per Cameralismo (Kameralismus in tedesco) si intende l'insieme di dottrine riguardanti la pubblica amministrazione e l'economia politica, nel complesso dette Scienze camerali, che si svilupparono in area germanica tra XVII e XVIII secolo.

## Definizione
Il termine deriva da Kammer, l'organo preposto all'amministrazione del demanio statale e delle finanze pubbliche negli stati tedeschi.
Per certi aspetti il fenomeno del cameralismo fu molto simile alle contemporanee teorie mercantiliste, tuttavia se ne differenzia per alcuni versi dato il contesto particolare del Sacro Romano Impero. Infatti rispetto all'Europa occidentale in quest'area la circolazione dei capitali era più limitata e il sovrano aveva una gestione più diretta delle attività economiche, possedendo vasti terreni e proprietà demaniali.
Come i mercantilisti, anche i cameralisti credevano che la ricchezza di una nazione dipendesse dall'abbondanza di metalli preziosi; Tuttavia fu maggiormente posto l'accento su una concezione dirigista dello stato e fu meno forte l'attenzione sull'attivo della bilancia commerciale: tagliati fuori dai traffici atlantici, si preferì investire sulle proprietà pubbliche della corona piuttosto che sul commercio. Di conseguenza i principali temi affrontati dai cameralisti erano la creazione della ricchezza nazionale, le attività economiche, il benessere generale, i problemi demografici, lo sviluppo dell'amministrazione statale, la formazione di ufficiali pubblici e funzionari burocratici.
L'eterogeneità degli argomenti affrontati fu una caratteristica distintiva dei teorici cameralisti rispetto ai loro omologhi europei. Le discipline oggetto di studio infatti erano le più varie: scienza politica, diritto amministrativo, economia, fiscalità e scienza delle finanze venivano 
affiancati a materie pratiche e concrete come l'industria mineraria, lo sfruttamento forestale fino alle tecniche agricole e manifatturiere, riunite infine sotto il nome di "scienze camerali". Complessivamente questi studi contribuirono, soprattutto nel corso del Settecento, a formare una teoria organica della "Scienza dello Stato", orientata verso la dottrina dello Stato di polizia.
L'ordine dello Stato, interno soprattutto, era divenuto fondamentale per gli stati tedeschi, che videro in questo periodo la crescita dell'amministrazione burocratica e degli eserciti permanenti. Questo concetto venne espresso col termine di "polizia" (Polizei). Assieme al diritto naturale dunque le scienze camerali, che dovevano occuparsi in particolar modo dello sviluppo economico e delle questioni fiscali, dovevano essere gli strumenti teorici per sorreggere lo Stato.
Il pragmatismo degli studi cameralisti si distinse dai movimenti culturali filosofico-sociali che predominavano nel resto d'Europa, ricevendo accuse in tal senso, mentre in Francia e Gran Bretagna si sviluppava più compiutamente la teorizzazione economica e politica. Tuttavia fu determinante per l'affermazione di quello che verrà definito come dispotismo illuminato, dove l'assolutismo principesco riuscì a rafforzarsi davanti alle istanze cetuali che avevano caratterizzato i rapporti politici fino ad allora, e al contempo costruendo i nuovi dispositivi burocratici dello stato moderno.

## Storia

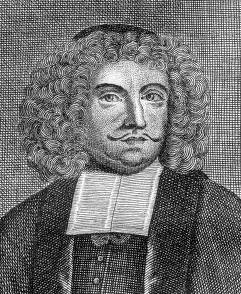
Johann Joachim Becher

Il cameralismo si sviluppò nel periodo successivo alla Guerra dei trent'anni, in un momento storico dove lo sviluppo degli stati tedeschi e lo stesso Impero dovettero ridefinirsi sul piano statale-istituzionale. I singoli sovrani infatti cercarono di rafforzare il proprio esercizio del potere sul territorio.
Primi esponenti teorici furono Johann Joachim Becher, Wilhelm von Schröder e Philip Wilhelm von Hornick, questi ultimi attivi in Austria e concentrati per lo più sull'amministrazione statale. Tuttavia sin dai primi del Settecento le idee cameraliste trovarono diffusione in Prussia, dove la forte azione amministrativa di Federico Guglielmo tendeva ad irrobustire lo Stato prussiano. Non a caso nel 1727 vennero istituite due cattedre di Scienze camerali (Ökonomische, Polizei und Kameralwissenschaft) ad Halle e a Francoforte sull'Oder, e da questo momento il cameralismo entrò nell'ambito accademico.
Con Georg Heinrich Zincke a metà del XVIII secolo il quadro teorico cameralista viene completato. Zincke inizialmente distingue tra la polizia economica e la scienza camerale propriamente detta, salvo poi riunirle in una teoria dell'amministrazione comprensiva degli aspetti economico-sociali dello Stato di polizia, articolandosi attorno al patrimonio del sovrano.
Ormai infatti l'accento viene posto sulla Scienza dello Stato, esplicitate da Johann Heinrich Gottlob von Justi che si interessa delle Scienze di governo, all'interno delle quali primeggia l'economia di Stato. Il cameralismo assume definitivamente la caratteristica di "scienza". Joseph von Sonnenfels, il più grande luminare del cameralismo austriaco, teorizzerà tre distinte discipline all'interno delle scienze dello Stato: la scienza delle finanze, la produzione economica e la sicurezza interna dello Stato.